# Rise of the Blood Legion – Greatest Hits (Chapter 1)
Rise of the Blood Legion – Greatest Hits (Chapter 1) – kompilacja nagrań amerykańskiego zespołu muzycznego In This Moment. Wydawnictwo ukazało się 4 maja 2015 roku nakładem wytwórni muzycznej Century Media Records.
Album dotarł do 21. miejsca listy Billboard Independent Albums w Stanach Zjednoczonych.

## Lista utworów
Opracowano na podstawie materiału źródłowego.
| Nr  | Tytuł utworu                    | Autorzy                                                                         | Długość |
| --- | ------------------------------- | ------------------------------------------------------------------------------- | ------- |
| 1.  | „Whispers Of October”           | Maria Brink, Chris Howorth, Jesse Landry, Blake Bunzel, Jeff Fabb               | 1:06    |
| 2.  | „Beautiful Tragedy”             | Maria Brink, Chris Howorth, Jesse Landry, Blake Bunzel, Jeff Fabb               | 4:01    |
| 3.  | „Prayers”                       | Maria Brink, Chris Howorth, Jesse Landry, Blake Bunzel, Jeff Fabb               | 3:47    |
| 4.  | „Daddy's Falling Angel”         | Maria Brink, Chris Howorth, Jesse Landry, Blake Bunzel, Jeff Fabb               | 4:12    |
| 5.  | „The Rabbit Hole”               | Maria Brink, Chris Howorth, Jesse Landry, Blake Bunzel, Jeff Fabb, Kevin Churko | 1:06    |
| 6.  | „Forever”                       | Maria Brink, Chris Howorth, Jesse Landry, Blake Bunzel, Jeff Fabb, Kevin Churko | 4:24    |
| 7.  | „Into The Light (Live Version)” | Maria Brink, Chris Howorth, Jesse Landry, Blake Bunzel, Jeff Fabb, Kevin Churko | 5:43    |
| 8.  | „The Gun Show”                  | Maria Brink, Chris Howorth, Blake Bunzel, Jeff Fabb, Kyle Konkiel, Kevin Churko | 4:48    |
| 9.  | „The Promise”                   | Maria Brink, Chris Howorth, Blake Bunzel, Jeff Fabb, Kyle Konkiel, Kevin Churko | 4:29    |
| 10. | „World In Flames”               | Maria Brink, Chris Howorth, Blake Bunzel, Jeff Fabb, Kyle Konkiel, Kevin Churko | 5:21    |
| 11. | „Rise With Me”                  | Maria Brink, Chris Howorth, Kevin Churko                                        | 2:07    |
| 12. | „Blood”                         | Maria Brink, Chris Howorth, Kevin Churko, Kane Churko                           | 3:28    |
| 13. | „Scarlet”                       | Maria Brink, Chris Howorth, Kevin Churko                                        | 3:50    |
| 14. | „Adrenalize”                    | Maria Brink, Chris Howorth, Kevin Churko, Mitchell Marlow                       | 4:16    |
| 15. | „It Is Written”                 | Maria Brink, Chris Howorth, Kevin Churko                                        | 0:30    |
| 16. | „Burn”                          | Maria Brink, Chris Howorth, Kevin Churko, Mitchell Marlow                       | 4:45    |
| 17. | „Whore”                         | Maria Brink, Chris Howorth, Kevin Churko                                        | 4:06    |
| 18. | „The Blood Legion”              | Maria Brink, Chris Howorth, Kevin Churko, Mitchell Marlow                       | 4:29    |
|     |                                 |                                                                                 | 1:06:28 |

## Notowania
| Lista                        | Kraj              | Pozycja |
| ---------------------------- | ----------------- | ------- |
| Billboard Independent Albums | Stany Zjednoczone | 21      |
| Billboard Hard Rock Albums   | Stany Zjednoczone | 6       |
| Billboard Alternative Albums | Stany Zjednoczone | 25      |
| Billboard Top Rock Albums    | Stany Zjednoczone | 34      |